# Friedrich Claus

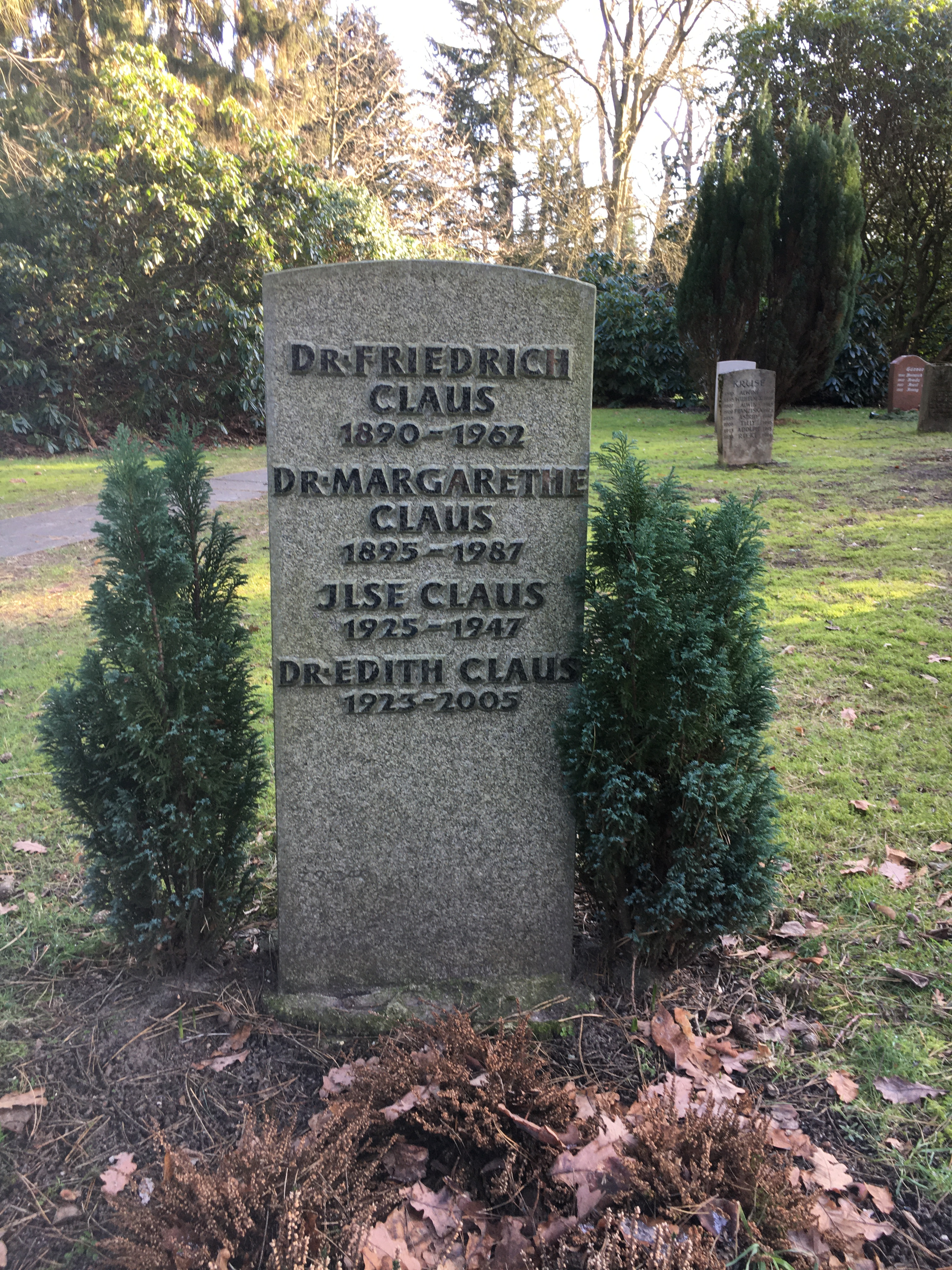
Grabstätte Friedrich Claus auf dem Friedhof Ohlsdorf

Friedrich Claus (* 18. März 1890 in Frankfurt am Main; † 16. Mai 1962) war ein deutscher Fußballspieler, der in seiner Karriere als Abwehrspieler zunächst für die Frankfurter Kickers und nach deren Zusammenschluss mit Victoria Frankfurt für den so neu entstandenen Frankfurter Fußball-Verein Kickers-Victoria – dem Vorläufer von Eintracht Frankfurt – aktiv war. Claus gewann mit dem FFV von 1912 bis 1914 drei Nordkreismeisterschaften in Folge, 1913 und 1914 wurde man süddeutscher Vizemeister. 
Claus bekleidete außerdem mehrere Vorstandsämter bei den Kickers und dem FFV. Im Mai 1914 zog er aus beruflichen Gründen nach Hamburg. Er war bis zu seinem Tode am 16. Mai 1962 Ehrenspielführer von Eintracht Frankfurt.
Friedrich Claus wurde auf dem Hamburger Friedhof Ohlsdorf im Planquadrat Z 9 beigesetzt.